# Черепитское
Черепи́тское (Черепетское, Черепет; бел. Чарапе́цкае, Чарапет, Чарпецкае, Чарпет, Чарапёцкае) — озеро в Россонском районе Витебской области Белоруссии, на границе с Себежским районом Псковской области России. Через озеро протекает река Черепетица, левый приток Нищи.

## География
Озеро Черепитское расположено в 6 км к северу от городского посёлка Россоны и в 2 км к северо-востоку от деревни Глоты, на границе с Россией. Северные берега относятся к Себежскому району Псковской области.
Озёра Мылинское, Черепитское и Вальковское представляют собой единую систему, связанную короткими широкими протоками. Через неё протекает река Черепетица. Высота общего водного зеркала над уровнем моря составляет 138,9 м.
Площадь поверхности озера Черепитское составляет 2,03 км², длина — 5,45 км, наибольшая ширина — 0,94 км. Длина береговой линии — 14,8 м. Наибольшая глубина — 5 м, средняя — 3 м. Объём воды в озере — 6,06 млн м³. Площадь водосбора — 194 км².

## Морфология
Котловина лощинного типа, сложной лопастной формы, сильно вытянутая с запада на восток. Склоны преимущественно пологие (на северо-востоке крутые), покрытые лесом. Высота склонов существенно варьируется: 2—4 м на севере и западе, 5—9 м на юге, до 15 м на востоке. С южной стороны вдоль озера проходит озовая гряда, также поросшая лесом.
Береговая линия извилистая. На западе, севере и востоке присутствует несколько крупных заливов, на юге — несколько мелких. На севере также присутствуют два протяжённых полуострова, один из которых полностью принадлежит России, а второй разделён между двумя странами.
Берега низкие, песчаные и песчано-глинистые либо торфянистые, на севере возвышенные, на северо-востоке сливающиеся со склонами. По берегам произрастают деревья и кустарник. С севера и юга к озеру местами примыкает пойма шириной от 30 до 200 м, заболоченная и заросшая кустарником.
Мелководье сложено песком и опесчаненным илом. Основная часть дна покрыта кремнезёмистым тонкодетритовым сапропелем. Глубины до 2 м занимают 21,7 % площади озера, глубины до 4 м — 11,3 % площади. Наиболее глубокие участки расположены в центре и возле северного берега.

## Гидробиология
Минерализация воды достигает 170 мг/л, прозрачность — 1,2 м. Водоём подвержен эвтрофикации.
Помимо связи с Черепетицей, озеро подпитывается малой рекой Рудня и несколькими ручьями, протекающими как по белорусской, так по российской территории. Однако проточность озера невысока.
Озеро зарастает до глубины 2,5—3 м. Ширина полосы растительности — от 15 до 85 м.
В воде обитают лещ, щука, окунь, плотва, линь, уклейка, краснопёрка, язь, налим, карась.